# Krzynowłoga Mała (gromada)
Krzynowłoga Mała – dawna gromada, czyli najmniejsza jednostka podziału terytorialnego Polskiej Rzeczypospolitej Ludowej w latach 1954–1972.
Gromady, z gromadzkimi radami narodowymi (GRN) jako organami władzy najniższego stopnia na wsi, funkcjonowały od reformy reorganizującej administrację wiejską przeprowadzonej jesienią 1954 do momentu ich zniesienia z dniem 1 stycznia 1973, tym samym wypierając organizację gminną w latach 1954–1972.
Gromadę Krzynowłoga Mała z siedzibą GRN w Krzynowłodze Małej utworzono – jako jedną z 8759 gromad na obszarze Polski – w powiecie przasnyskim w woj. warszawskim, na mocy uchwały nr VI/10/16/54 WRN w Warszawie z dnia 5 października 1954. W skład jednostki weszły obszary dotychczasowych gromad Bystre-Chrzany, Chmieleń Wielki, Chmielonek, Dębe Wielkie, Goski Wąsosze, Kawieczyno-Saksary, Krajewo Wielkie, Krajewo Kłódki, Krzynowłoga Mała, Łoje, Masiak, Marianowo, Pacuszki, Piastowo i Wiktorowo ze zniesionej gminy Krzynowłoga Mała w tymże powiecie. Dla gromady ustalono 22 członków gromadzkiej rady narodowej.
31 grudnia 1959 do gromady Krzynowłoga Mała przyłączono wsie Łanięta i Morawy Wielkie ze znoszonej gromady Romany-Sebory w tymże powiecie.
1 stycznia 1969 do gromady Krzynowłoga Mała włączono wsie Kaki-Mroczki, Romany-Fuszki, Romany-Janowięta i Romany-Sebory ze zniesionej gromady Mchowo w tymże powiecie.
Gromada przetrwała do końca 1972 roku, czyli do kolejnej reformy gminnej. 1 stycznia 1973 w powiecie przasnyskim reaktywowano gminę Krzynowłoga Mała.